# Toyota Yaris (XP13)
| Sterne im Euro-NCAP-Crashtest | Fünf Sterne im Euro-NCAP-Crashtest |

Der Toyota Yaris (XP13) ist die dritte Generation des Kleinwagens Yaris des japanischen Automobilherstellers Toyota. In Japan wurde die Baureihe als Toyota Vitz vertrieben.

## Modellbeschreibung
Ab dem 15. Oktober 2011 war die dritte, deutlich eckigere Generation des Yaris bzw. Vitz auch in den europäischen Ländern erhältlich. Die Karosserieform ist den übrigen Toyota-Modellen gleicher Bauzeit angepasst. Der Kofferraum fasst 286 Liter. Der Wagen hat eine Einzelradaufhängung aller Räder, vorn MacPherson-Federbeine und hinten eine Verbundlenkerachse. Der Grundpreis zur Markteinführung betrug 11.675 Euro. 2012 folgte der Hybrid zu Preisen ab 16.950 Euro.
Am 16. Juni 2012 wurde der Yaris als Hybrid-Synergy-Drive-Modell eingeführt. Gefertigt wurde diese Variante in Frankreich.
Nach TÜV-Auswertungen und der ADAC-Pannenstatistik ist auch diese Generation des Yaris ein zuverlässiges Auto.

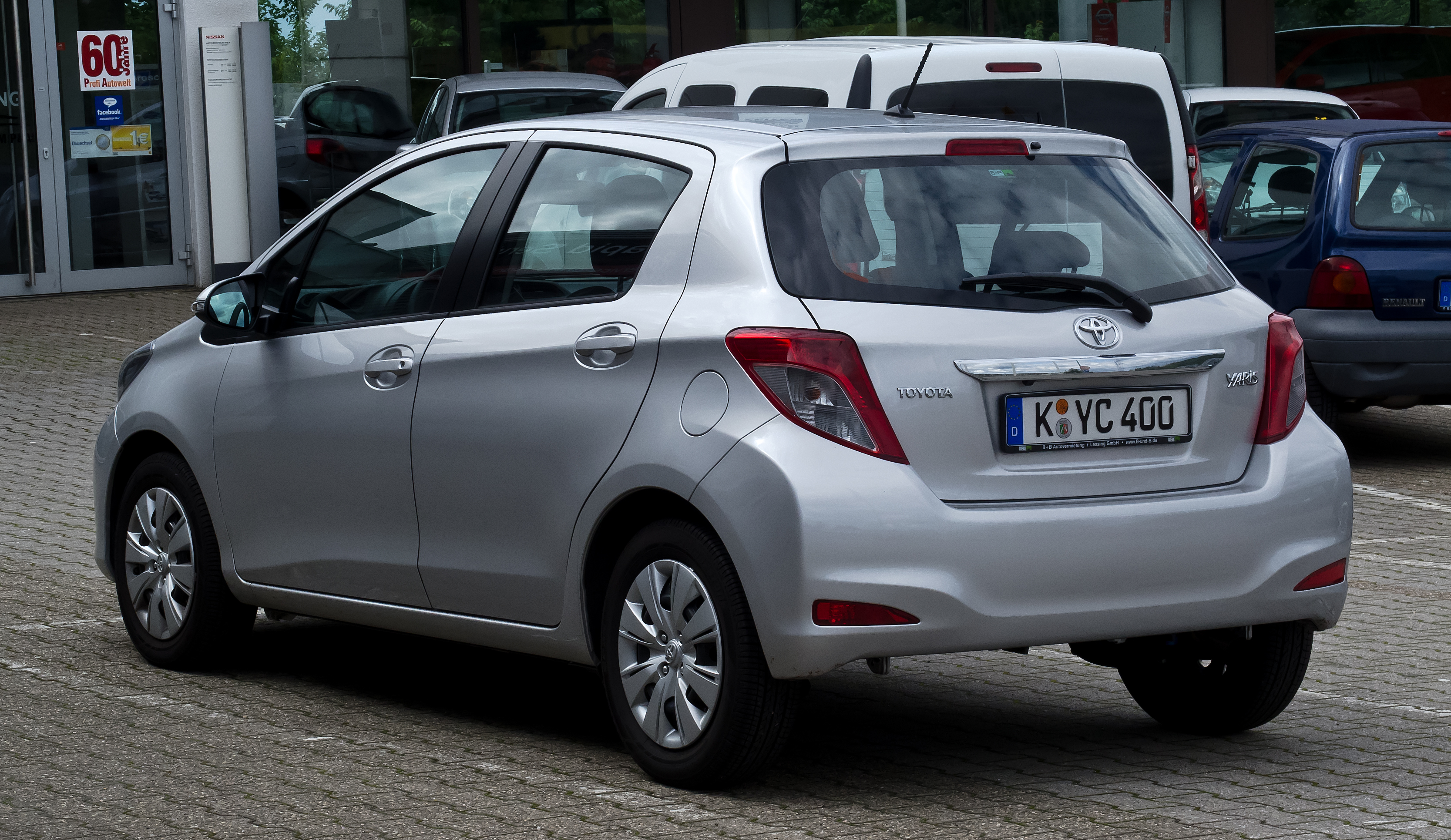
Heckansicht
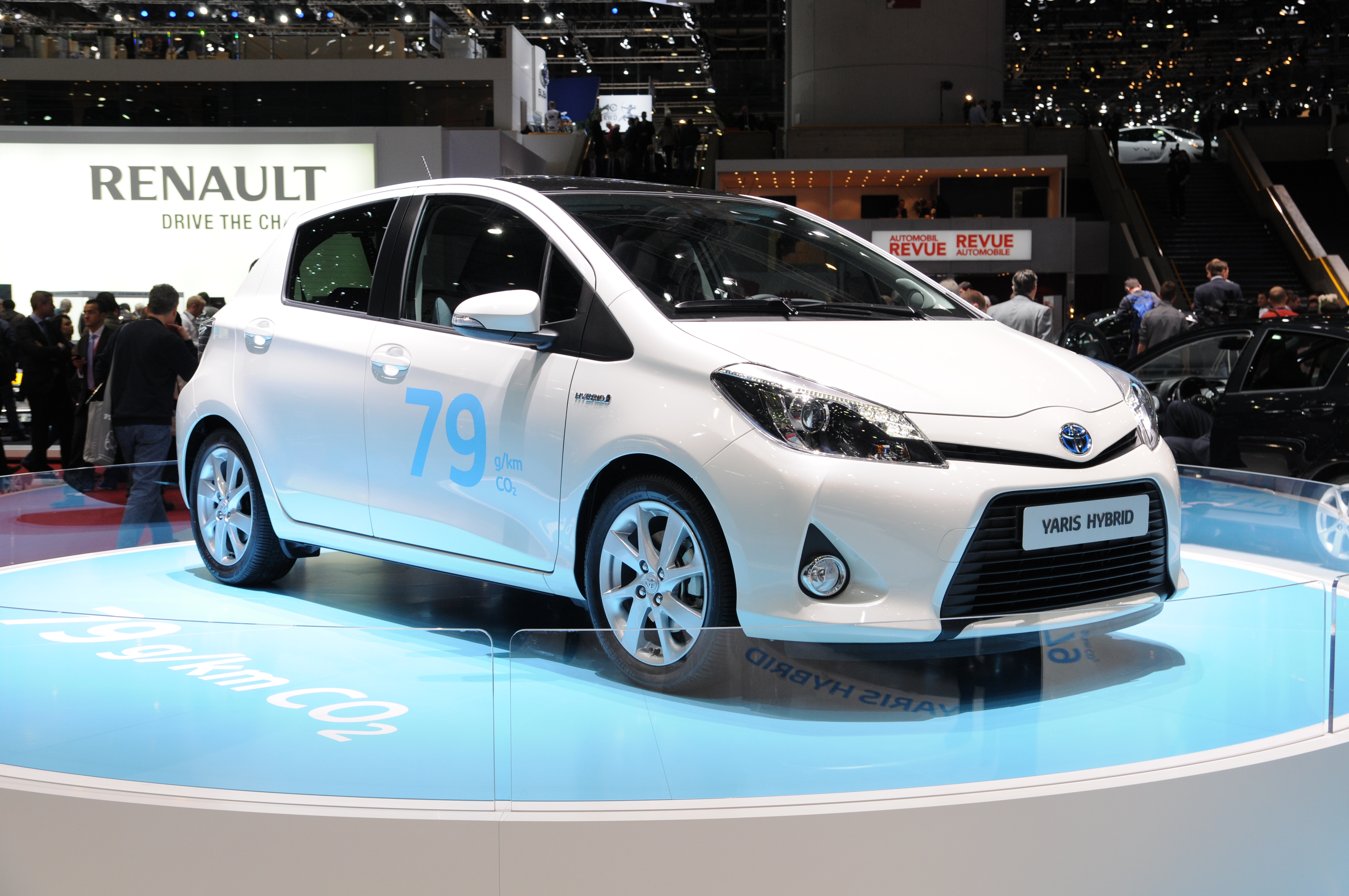
Toyota Yaris Hybrid Synergy Drive (2012–2014)
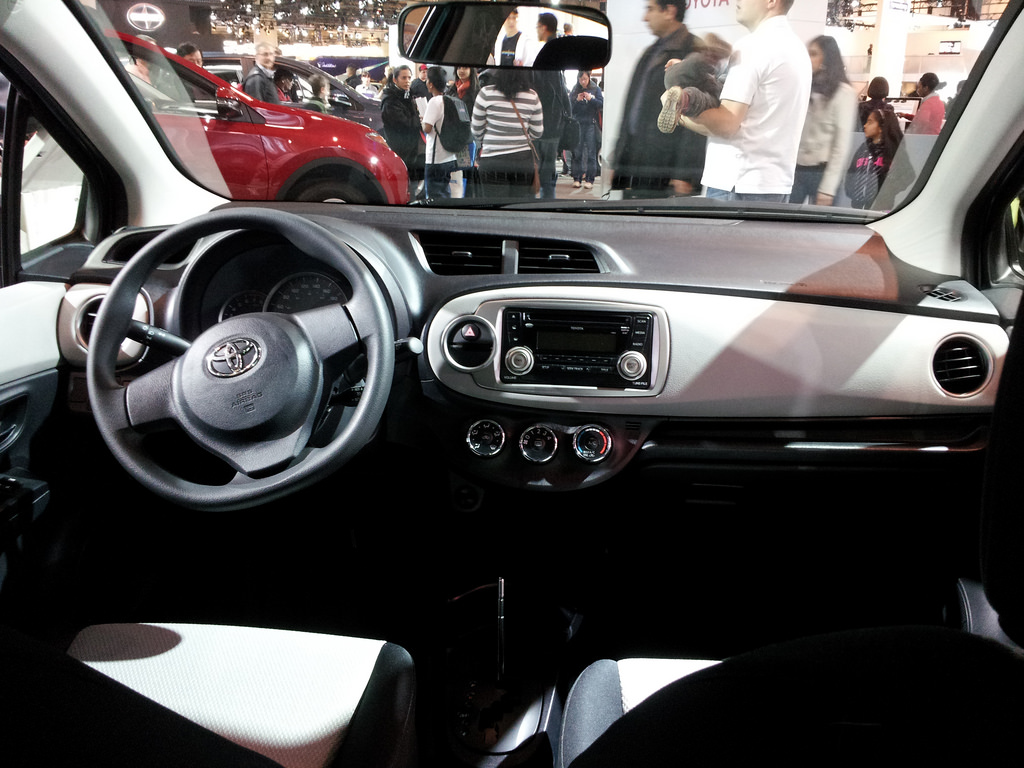
Innenraum
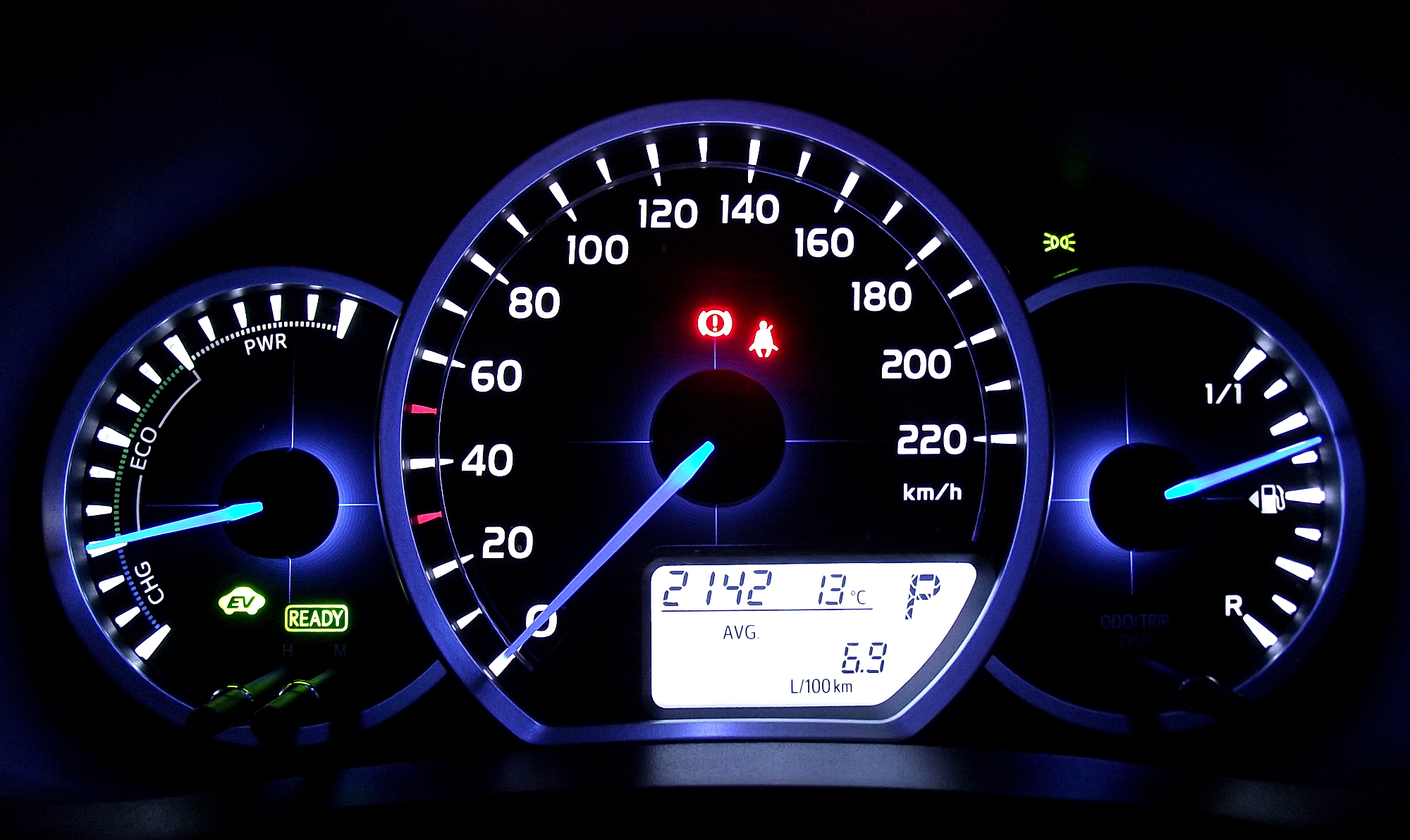
Beleuchtetes Kombiinstrument des Toyota Yaris Hybrid

## Ausstattungen
Serienmäßig sind je zwei Front- und Seitenairbags, Kopfairbags (Curtain Shield) vorne und hinten und ein Fahrer-Knieairbag, innenbelüftete Scheibenbremsen vorn (Trommelbremsen hinten), ABS mit elektronischer Bremskraftverteilung EBD (Electronic Brake-force Distribution), Fahrdynamikregelung (ESC, bei Toyota VSC – Vehicle Stability Control genannt) incl. Antriebsschlupfregelung (TRC, Traction Control) und elektrische Servolenkung mit geschwindigkeitsabhängiger Unterstützung. Das Basismodell hat elektrisch betätigte vordere Fensterheber und Außenspiegel, Zentralverriegelung (an der Fahrerseite), höhen- und längsverstellbares Lenkrad, eine Audiovorbereitung mit sechs Lautsprechern, Höhenverstellung des Fahrersitzes (nur bei der fünftürigen Version des Club und beim Executive ist der Beifahrersitz höhenverstellbar) und eine 60/40 geteilte Rücksitzlehne.
- Das Modell Cool hat eine Klimaanlage, ein RDS-CD-Radio mit MP3-Funktion, Funk-Zentralverriegelung und größere Räder (175/65 R15 statt 175/70 R14)
- Die Version Life hat neben Drehzahlmesser, Lederlenkrad und -schaltknauf zusätzlich das Multimedia-Audiosystem „Toyota Touch“ mit 6,1 Zoll (15 cm) großem Farbmonitor, Rückfahrkamera und Bluetooth-Freisprecheinrichtung. Das Navigationssystem „Toyota Touch & Go“ ist nur für die Versionen Life, Club und Executive gegen Aufpreis erhältlich.
- Die Version Trend hat zusätzlich zur Life-Ausstattung LED-Klarglas-Rückleuchten und matt folierte C-Säulen.
- Der Yaris Club hat hintere Scheibenbremsen und ist mit großen Leichtmetallrädern (195/50 R16) ausgestattet, die ein schmales Notlaufrad erfordern (alle anderen Wagen haben ein Reifenreparaturset). Die Außenspiegel sind elektrisch beheizt.
- Die nur als Fünftürer mit dem 1,33-Liter-Motor erhältliche höchste Variante Executive hat kleinere Leichtmetallräder (175/65 R 15) und ist auch hinten mit elektrisch betätigten Fensterhebern versehen. Bei der Klimaautomatik lässt sich die Temperatur für Fahrer und Beifahrer getrennt einstellen.
- Zusätzlich gab es noch Sondermodelle in den Farben Energy-Gelb und Splash-Blau.

## Yaris Hybrid
Beim Yaris Hybrid handelt es sich um einen Vollhybrid, es kommt der 1,5-l-Ottomotor des Prius II mit 54 kW zum Einsatz. Der Hybridantrieb des Yaris wiegt 201 kg und ist damit um 42 kg bzw. 20 % leichter als der des Toyota Auris Hybrid. Da sich der verkleinerte Akku unter der Rücksitzbank befindet, verfügt der Yaris Hybrid über dieselbe Kofferraumgröße wie der konventionell angetriebene Yaris. Wie bei allen anderen Fahrzeugen mit Hybrid Synergy Drive kann der Fahrer die Elektronik beeinflussen und durch Druck auf die „EV-Taste“ bzw. „ECO-Taste“ einen rein elektrischen bzw. einen besonders sparsamen Betrieb wählen. Der Yaris verfügt über einen NiMH-Akku mit einer Kapazität von 0,9 kWh bei 144 Volt, damit ist ein rein elektrisches Fahren bis ca. 1,5 km Reichweite und maximal 70 km/h möglich.
Die in der Schweiz erhältlichen Hybrid-Modelle von Toyota heißen: Yaris Luna Hybrid, Yaris Sol Hybrid und Yaris Sol Premium Hybrid.

## Modellpflegen

### 2014
Im August 2014 wurde der Yaris einer Überarbeitung unterzogen.
Seine Front wurde hierbei dem kurz zuvor erneuerten Aygo angeglichen, womit auch er nun einen Kühlergrill im sogenannten X-Design besitzt. Am Heck wurden LED-Rückleuchten integriert. Die Motoren richtete Toyota auf günstigeren Verbrauch sowie geringeren CO2-Ausstoß aus. Der Grundpreis beträgt 11.990 Euro, der Hybrid war ab 17.300 Euro erhältlich. Das Grundmodell beinhaltet im Gegensatz zum vorigen Modell eine Funk-Zentralverriegelung.

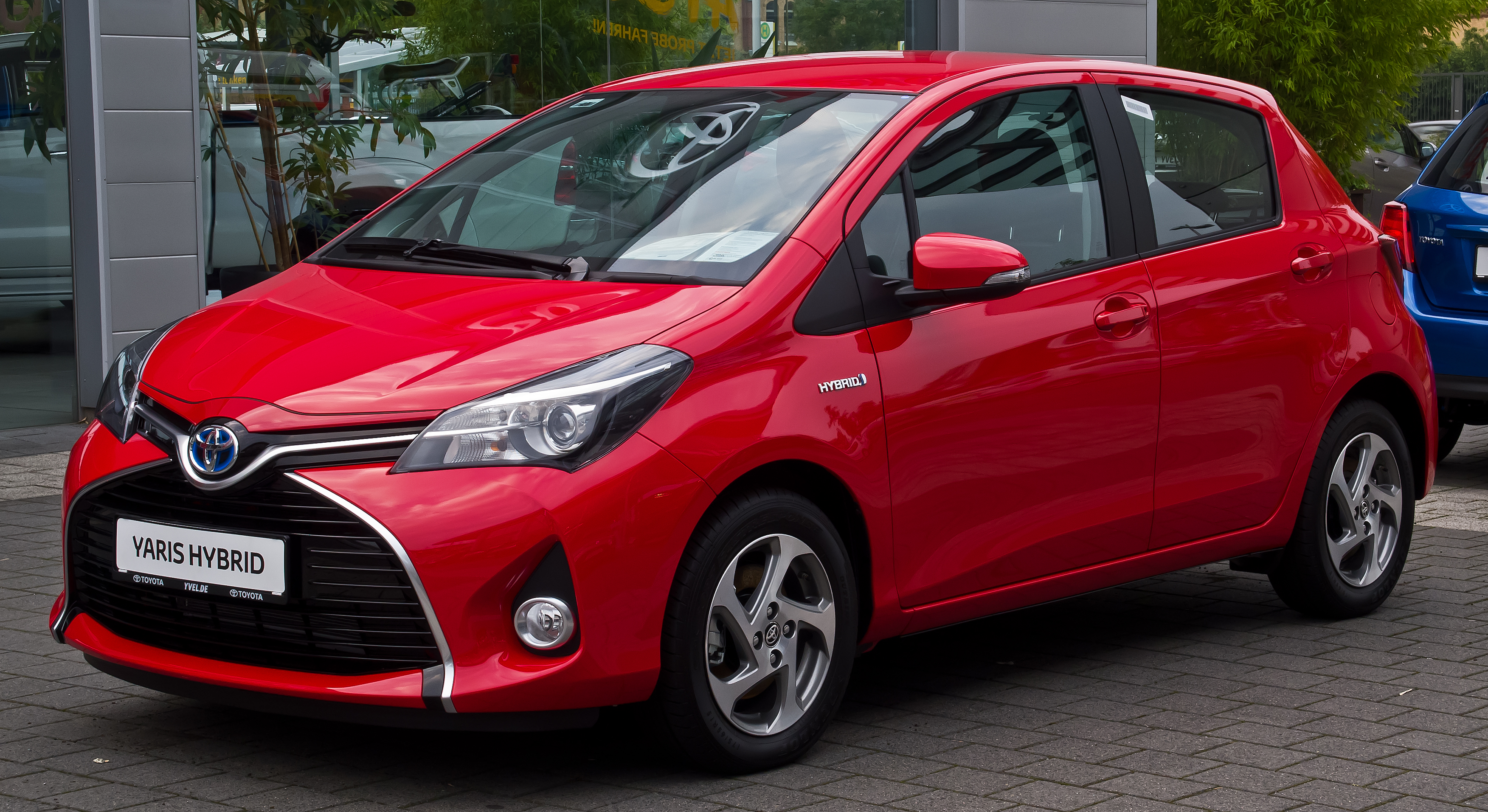
Toyota Yaris Hybrid Synergy Drive (2014–2017)
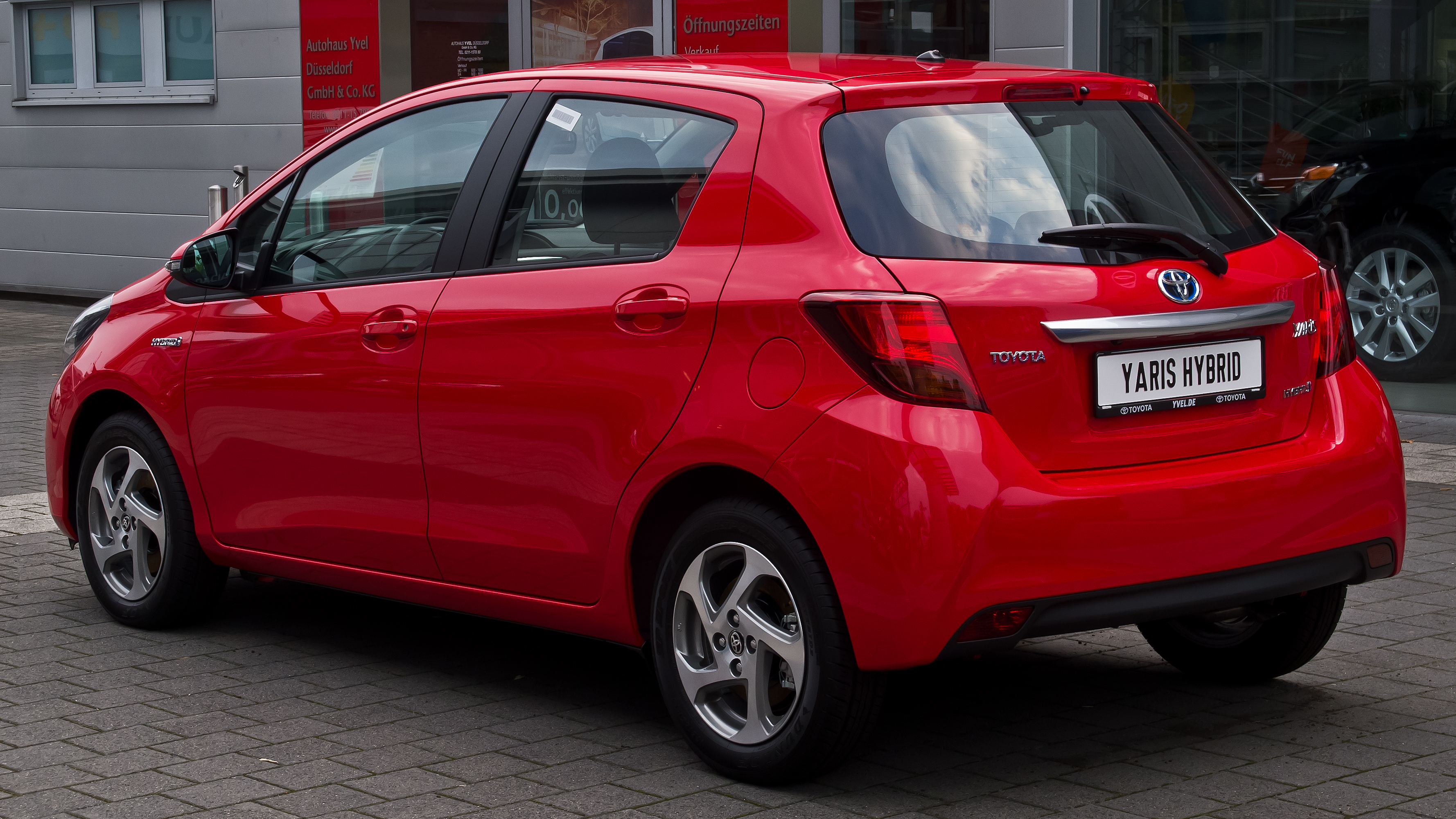
Heckansicht
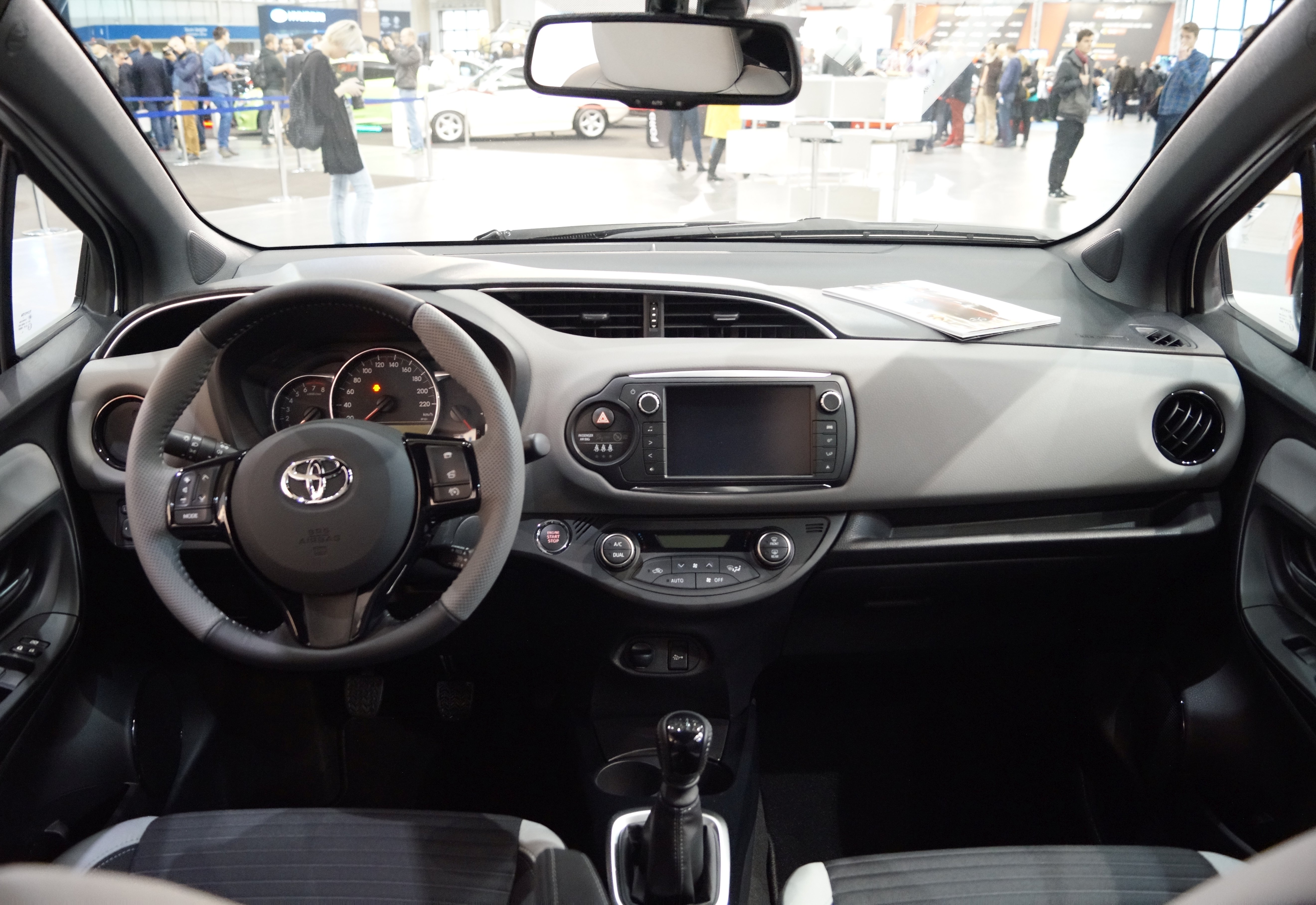
Innenraum

### 2017
Zum Modelljahr 2017 erfuhr der Yaris eine weitere Überarbeitung: Über 900 Teile wurden getauscht, der Komfort verbessert und das Geräuschniveau gesenkt. Außerdem wurde der 1,33-Liter-Motor durch einen stärkeren 1,5-Liter-Motor ersetzt und eine limitierte Sportversion Yaris GRMN („Gazoo Racing Meister of Nürburgring“) mit dem 1,8-Liter-Ottomotor aus der Lotus Elise als Ableger des WRC-Modells eingeführt. Der Dieselmotor entfiel. Die Ausstattung wurde um ein Notbremssystem samt City-Funktion und Fußgängererkennung, einen Spurhalteassistenten und eine Verkehrszeichenerkennung ergänzt (Toyota Safety Sense). Die Funk-Zentralverriegelung ist nicht mehr in der Grundausstattung enthalten. Das optionale Infotainment-System mit Touchscreen wurde von 6,1 auf 7 Zoll vergrößert. In den Handel kam der überarbeitete Yaris am 24. April 2017 zu Preisen ab 12.540 Euro, der Hybrid ab 17.990 Euro. Im Jahr 2017 gab es noch eine Kooperation mit Adidas. So konnte der Yaris als Sonderedition Energy in gelb bestellt werden und bekam Adidas-Energy-Schuhe dazu. Danach folgten noch der Yaris Splash in Cyan und der Y20 als 20-jähriges Jubiläum.

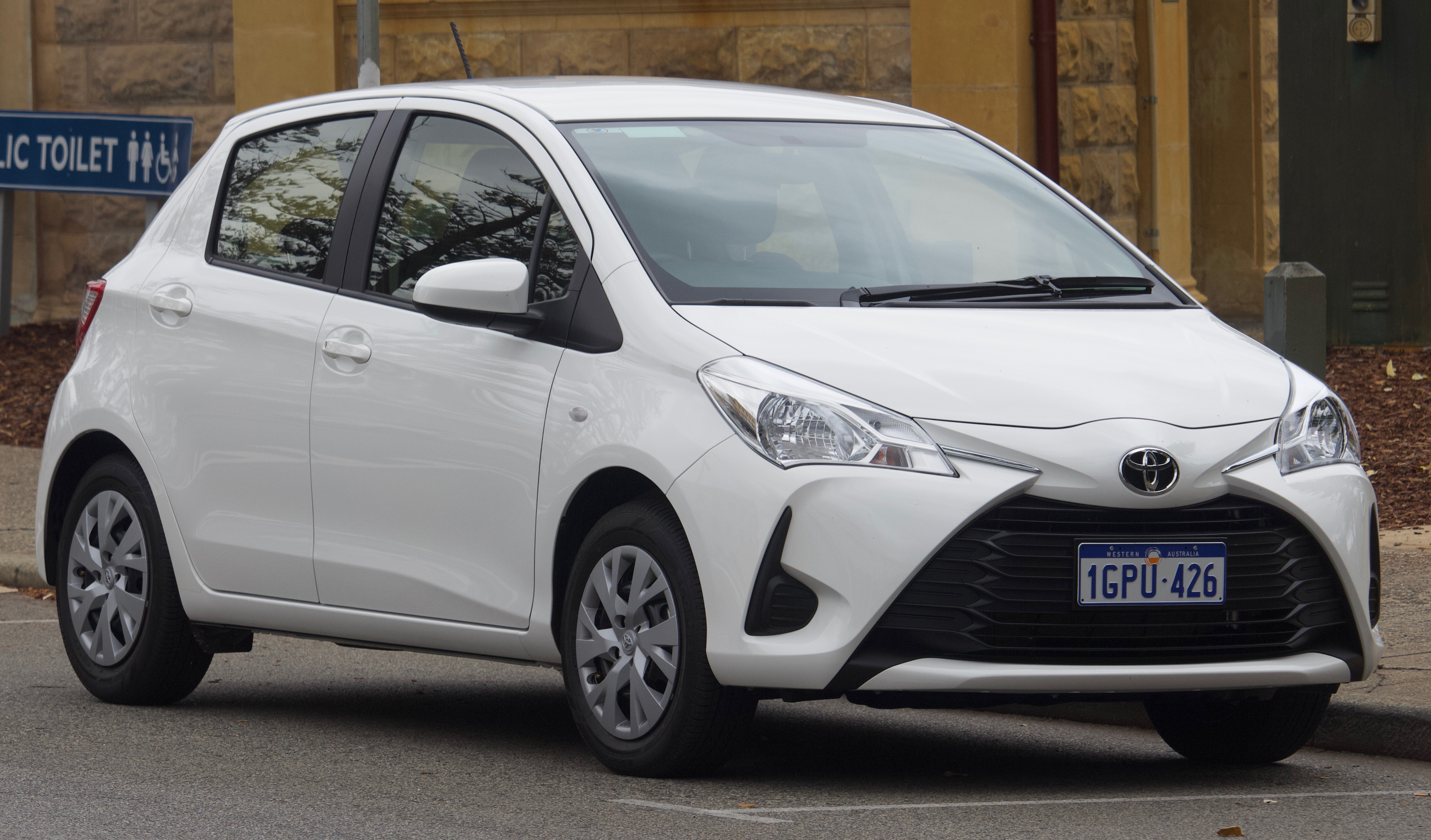
Toyota Yaris (2017–2020)
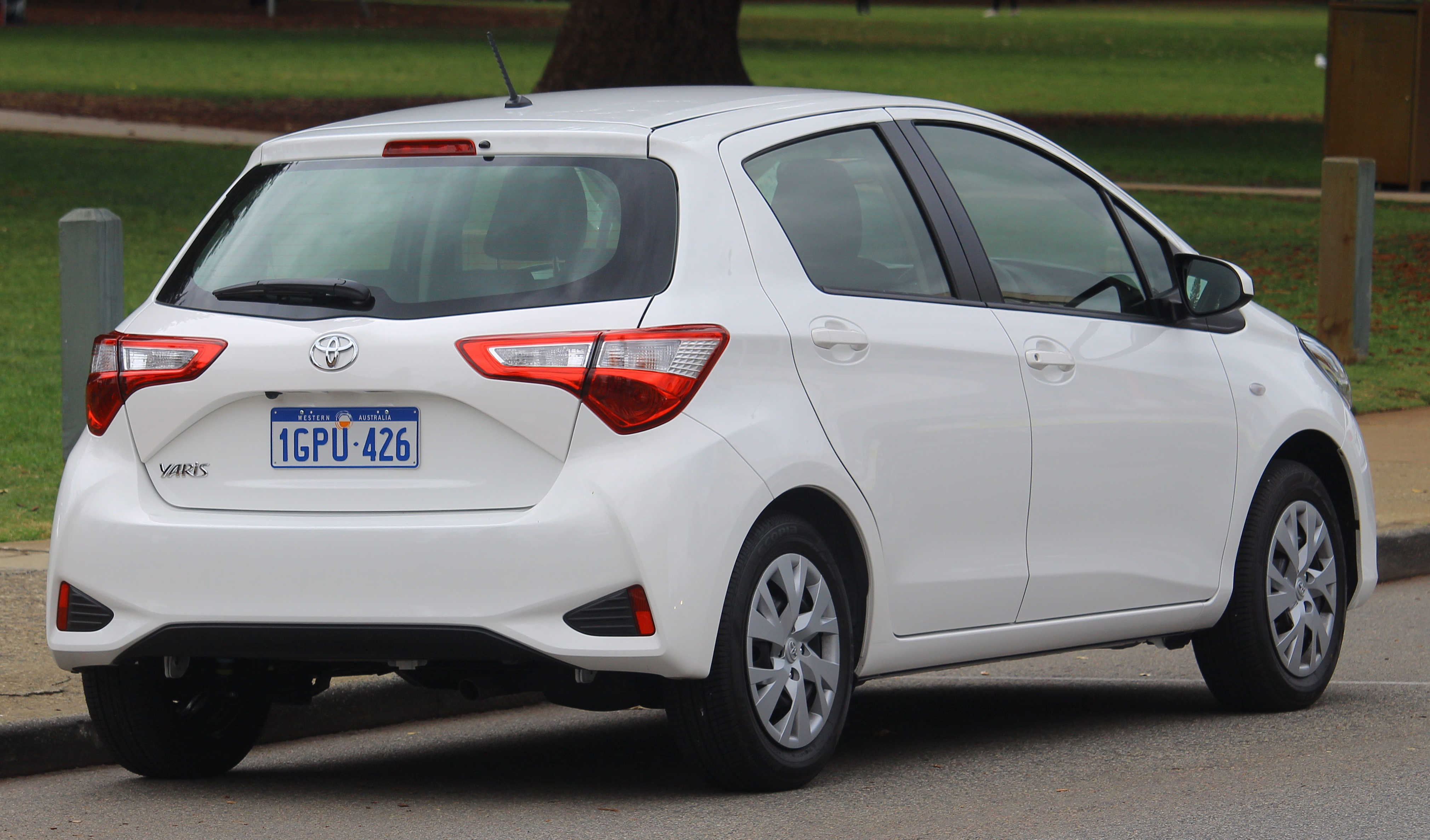
Heckansicht
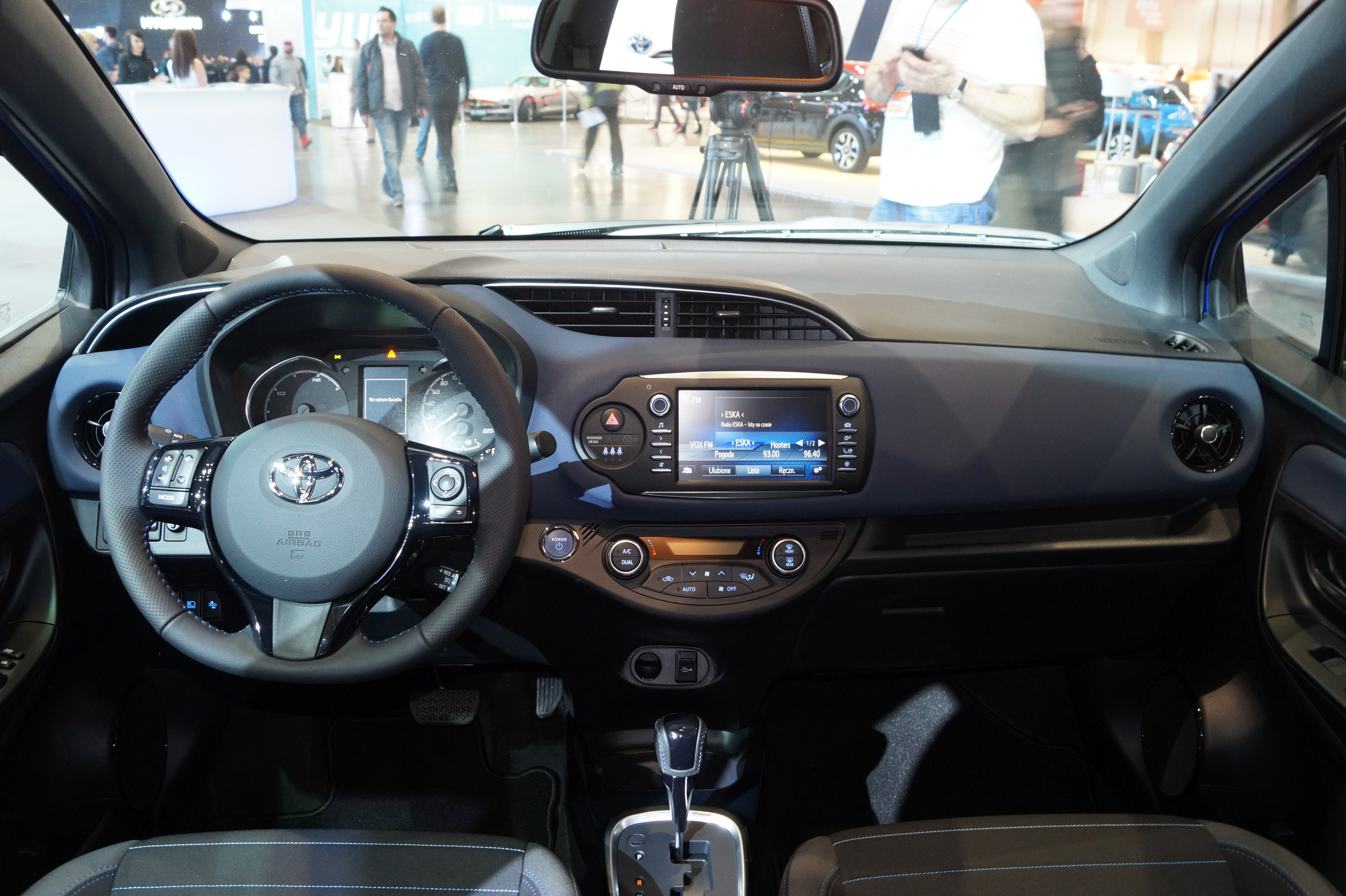
Innenraum
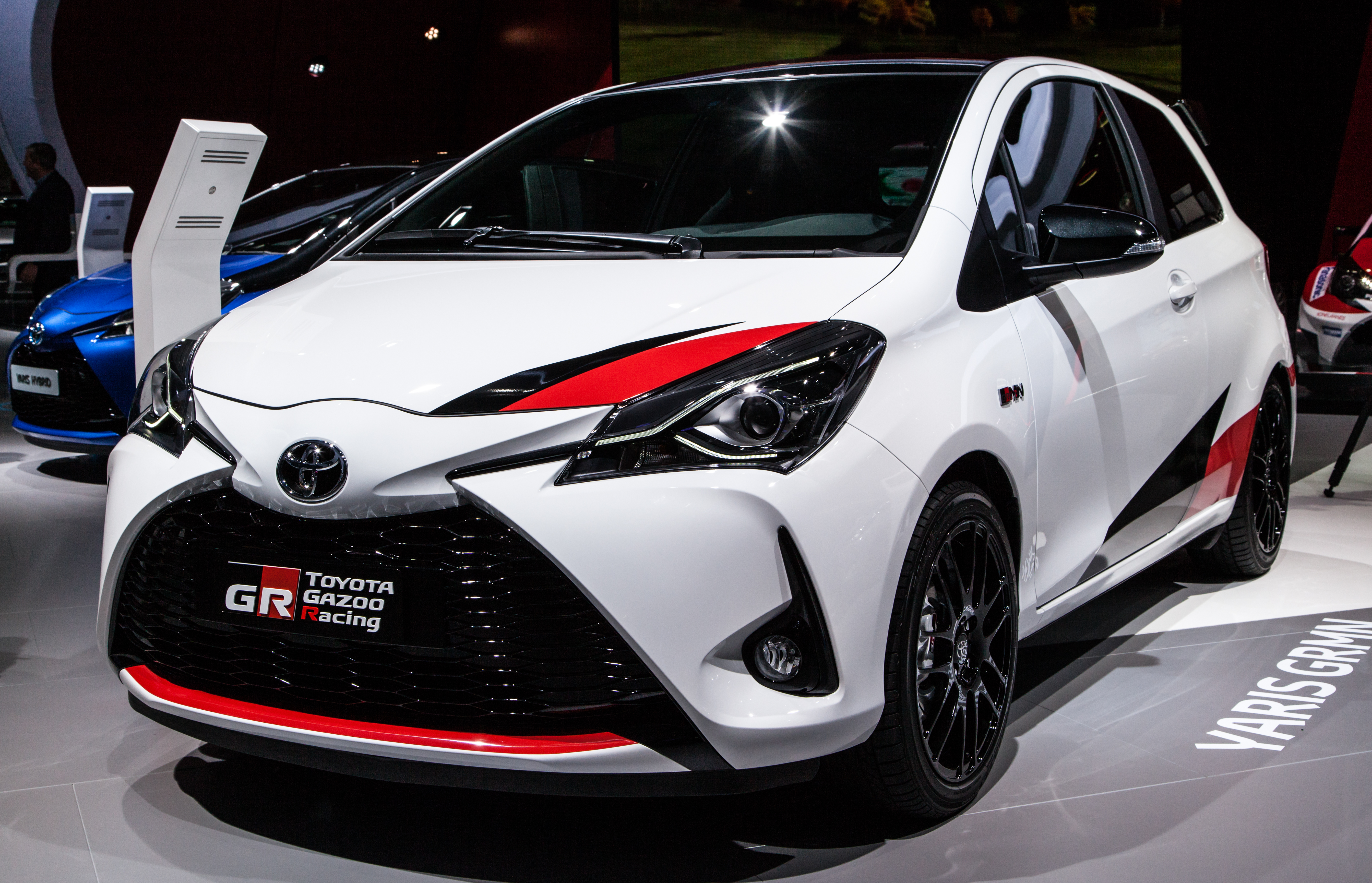
Toyota Yaris GRMN (2018)
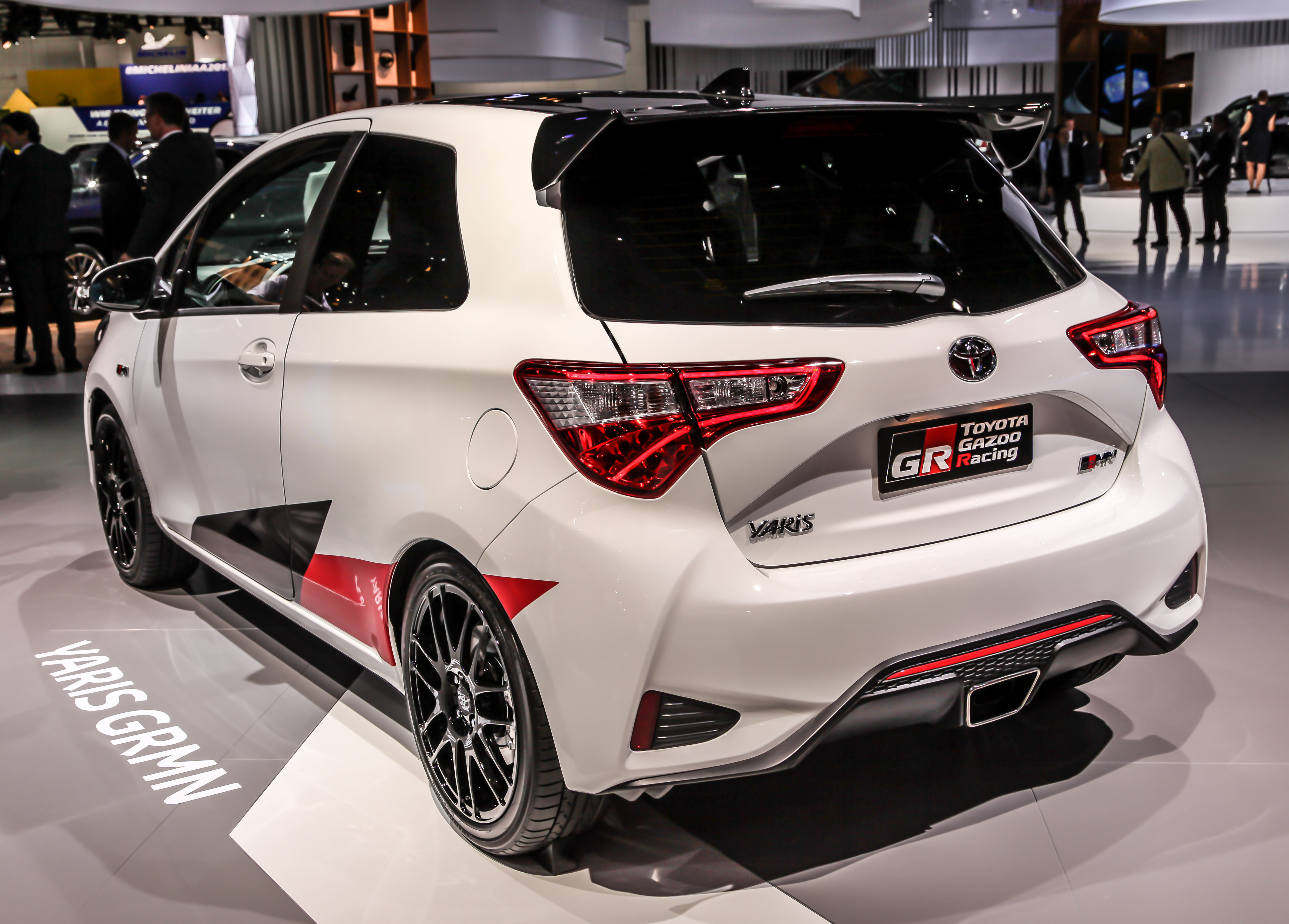
Heckansicht
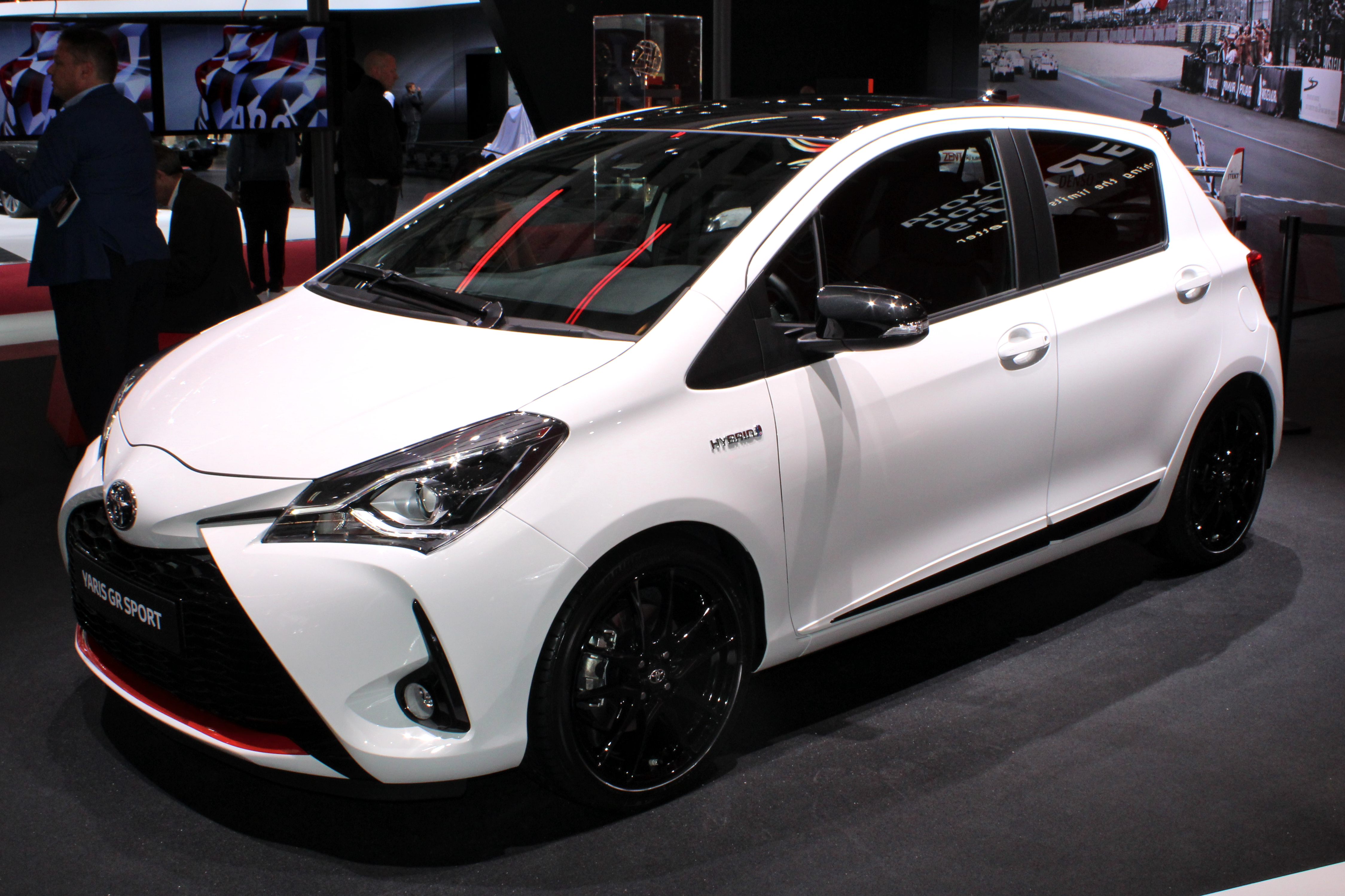
Toyota Yaris GR Sport (2018–2020)
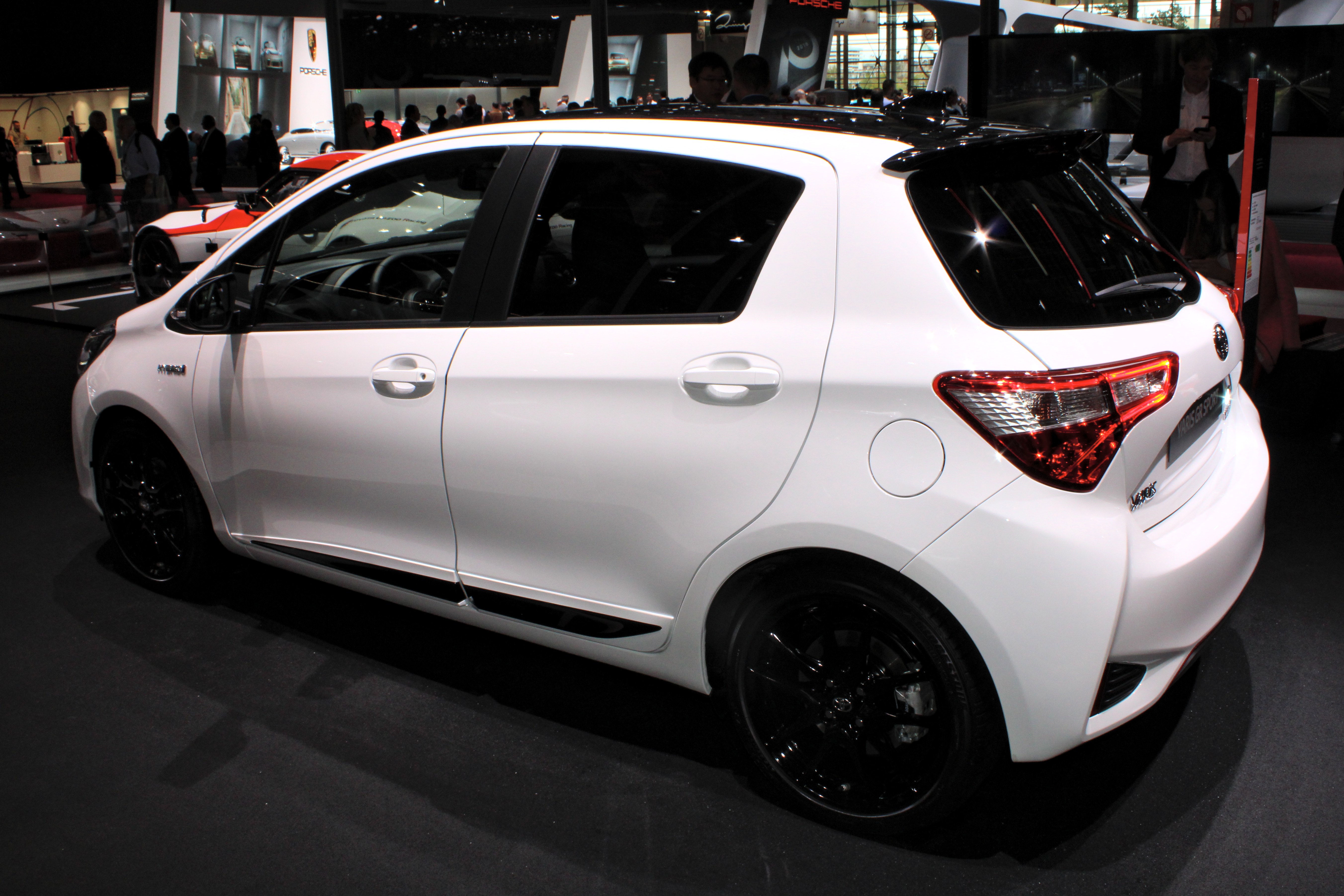
Heckansicht

## Technische Daten
|                                    |                                    | 1.0                        | 1.0                        | 1.33                       | 1.5                         | GRMN                         | 1.5 Hybrid                 | 1.4 D-4D                       |
| ---------------------------------- | ---------------------------------- | -------------------------- | -------------------------- | -------------------------- | --------------------------- | ---------------------------- | -------------------------- | ------------------------------ |
| Bauzeitraum                        | Bauzeitraum                        | 10/2011–08/2018            | 08/2018–06/2020            | 10/2011–04/2017            | 04/2017–06/2020             | 01/2018–08/2018              | 06/2012–06/2020            | 10/2011–04/2017                |
| Motor und Antrieb                  |                                    |                            |                            |                            |                             |                              |                            |                                |
| Motorart                           | Motorart                           | Otto                       | Otto                       | Otto                       | Otto                        | Otto                         | Voll-Hybrid                | Diesel                         |
| Motorcode                          | Motorcode                          | 1KR-FE                     | 1KR-FE                     | 1NR-FE                     | 1NR-FE                      | 2ZR-FE                       | 1NZ-FXE                    | 1ND-TV                         |
| Einbauposition / Motorbauart       | Einbauposition / Motorbauart       | Frontmotor / Reihe         | Frontmotor / Reihe         | Frontmotor / Reihe         | Frontmotor / Reihe          | Frontmotor / Reihe           | Frontmotor / Reihe         | Frontmotor / Reihe             |
| Zylinder                           | Zylinder                           | 3                          | 3                          | 4                          | 4                           | 4                            | 4                          | 4                              |
| Hubraum                            | Hubraum                            | 998 cm³                    | 998 cm³                    | 1329 cm³                   | 1497 cm³                    | 1798 cm³                     | 1497 cm³                   | 1364 cm³                       |
| Bohrung × Hub                      | Bohrung × Hub                      | 71 × 84 mm                 | 71 × 84 mm                 | 72,5 × 80,5 mm             | 72,5 × 90,6 mm              | 80,5 × 88,3 mm               | 75 × 84,7 mm               | 73 × 81,5 mm                   |
| Verdichtung                        | Verdichtung                        | 11                         |                            | 11,5                       |                             |                              | 13,4                       | 16,5                           |
| Gemischaufbereitung                | Gemischaufbereitung                | Mehrpunkteinspritzung      | Mehrpunkteinspritzung      | Mehrpunkteinspritzung      | Mehrpunkteinspritzung       | Mehrpunkteinspritzung        | Mehrpunkteinspritzung      | Common-Rail-Direkteinspritzung |
| Motoraufladung                     | Motoraufladung                     | —                          | —                          | —                          | —                           | Kompressor                   | —                          | Abgasturbolader                |
| Ventile                            | Ventile                            | 12                         | 12                         | 16                         | 16                          | 16                           | 16                         | 8                              |
| Ventilsteuerung                    | Ventilsteuerung                    | DOHC                       | DOHC                       | DOHC                       | DOHC                        | DOHC                         | DOHC                       | SOHC                           |
| Nockenwellenverstellung            | Nockenwellenverstellung            | VVT-i                      | VVT-i                      | Dual VVT-i                 | Dual VVT-iE                 | VVT-iE                       | VVT-i                      | —                              |
| Leistung maximal                   | Systemleistung                     | 51 kW (69 PS) bei 6000/min | 53 kW (72 PS) bei 6000/min | 73 kW (99 PS) bei 6000/min | 82 kW (111 PS) bei 6000/min | 156 kW (212 PS) bei 6800/min | 74 kW (100 PS)             | 66 kW (90 PS) bei 3800/min     |
| Leistung maximal                   | Verbrennungsmotor                  | 51 kW (69 PS) bei 6000/min | 53 kW (72 PS) bei 6000/min | 73 kW (99 PS) bei 6000/min | 82 kW (111 PS) bei 6000/min | 156 kW (212 PS) bei 6800/min | 54 kW (73 PS) bei 4800/min | 66 kW (90 PS) bei 3800/min     |
| Leistung maximal                   | Elektromotor                       | —                          | —                          | —                          | —                           | —                            | 45 kW (61 PS)              | —                              |
| Drehmoment maximal                 | Systemleistung                     | 95 Nm bei 4300–6000/min    | 93 Nm bei 4400–6000/min    | 125 Nm bei 4000/min        | 136 Nm bei 4400/min         | 250 Nm bei 4800/min          | n.b.                       | 205 Nm bei 1800–2800/min       |
| Drehmoment maximal                 | Verbrennungsmotor                  | 95 Nm bei 4300–6000/min    | 93 Nm bei 4400–6000/min    | 125 Nm bei 4000/min        | 136 Nm bei 4400/min         | 250 Nm bei 4800/min          | 111 Nm bei 3600–4400/min   | 205 Nm bei 1800–2800/min       |
| Drehmoment maximal                 | Elektromotor                       | —                          | —                          | —                          | —                           | —                            | 169 Nm                     | —                              |
| Getriebe                           | Standard                           | Fünfgang-Schaltgetriebe    | Fünfgang-Schaltgetriebe    | Sechsgang-Schaltgetriebe   | Sechsgang-Schaltgetriebe    | Sechsgang-Schaltgetriebe     | Planetengetriebe           | Sechsgang-Schaltgetriebe       |
| Getriebe                           | Optional                           | —                          | —                          | Stufenloses Getriebe       | Stufenloses Getriebe        | —                            | —                          | —                              |
| Messwerte                          |                                    |                            |                            |                            |                             |                              |                            |                                |
| Höchstgeschwindigkeit [Elektrisch] | Höchstgeschwindigkeit [Elektrisch] | 155 km/h                   | 155 km/h                   | 175 km/h                   | 175 km/h                    | 230 km/h (1)                 | 165 km/h [45 km/h]         | 175 km/h                       |
| Beschleunigung 0–100 km/h          | Beschleunigung 0–100 km/h          | 15,3 s                     | 15,3 s                     | 11,7 s (12,6 s) (2)        | 11,0 s (11,2 s) (2)         | 6,3 s                        | 11,8 s                     | 10,8 s                         |
| Verbrauch in l/100 km nach NEFZ    | innerorts                          | 5,8                        | 5,5                        | 6,8 (6,2)                  | 6,2 (5,9)                   | 10,6                         | 3,1                        | 4,8                            |
| Verbrauch in l/100 km nach NEFZ    | außerorts                          | 4,3                        | 4,3                        | 4,7 (4,5)                  | 4,0 (4,0)                   | 5,7                          | 3,5                        | 3,5                            |
| Verbrauch in l/100 km nach NEFZ    | kombiniert                         | 4,8                        | 4,7                        | 5,5 (5,1)                  | 4,8 (4,7)                   | 7,5                          | 3,5                        | 3,9                            |
| CO2-Ausstoß                        | CO2-Ausstoß                        | 111 g/km                   | 107 g/km                   | 127 g/km (118 g/km) (2)    | 109 g/km (105 g/km) (2)     | 170 g/km                     | 79 g/km                    | 104 g/km                       |
| CO2-Effizienzklasse                | CO2-Effizienzklasse                | C                          | C                          | D (C)                      | B                           | G                            | A+                         | B                              |
| Maße und Gewichte                  |                                    |                            |                            |                            |                             |                              |                            |                                |
| Leergewicht                        | Leergewicht                        | 1055–1115 kg               | 1055–1125 kg               | 1105–1170 kg               | 1115–1140 kg                | 1135 kg                      | 1160–1235 kg               | 1155–1235 kg                   |
| Tankinhalt                         | Tankinhalt                         | 42 l                       | 42 l                       | 42 l                       | 42 l                        | 42 l                         | 36 l                       | 42 l                           |

## Yaris Hybrid-R
Auf der IAA 2013 präsentierte Toyota auf Basis des Yaris XP13 das Konzeptfahrzeug Yaris Hybrid-R. Dieser basiert zum Teil auf dem LMP1-Prototyp Toyota TS030 Hybrid. Der Yaris Hybrid-R verfügt über einen 1,6-Liter-Ottomotor mit 221 kW (300 PS) und zwei 44 kW (60 PS) starken Elektromotoren an den Hinterrädern.

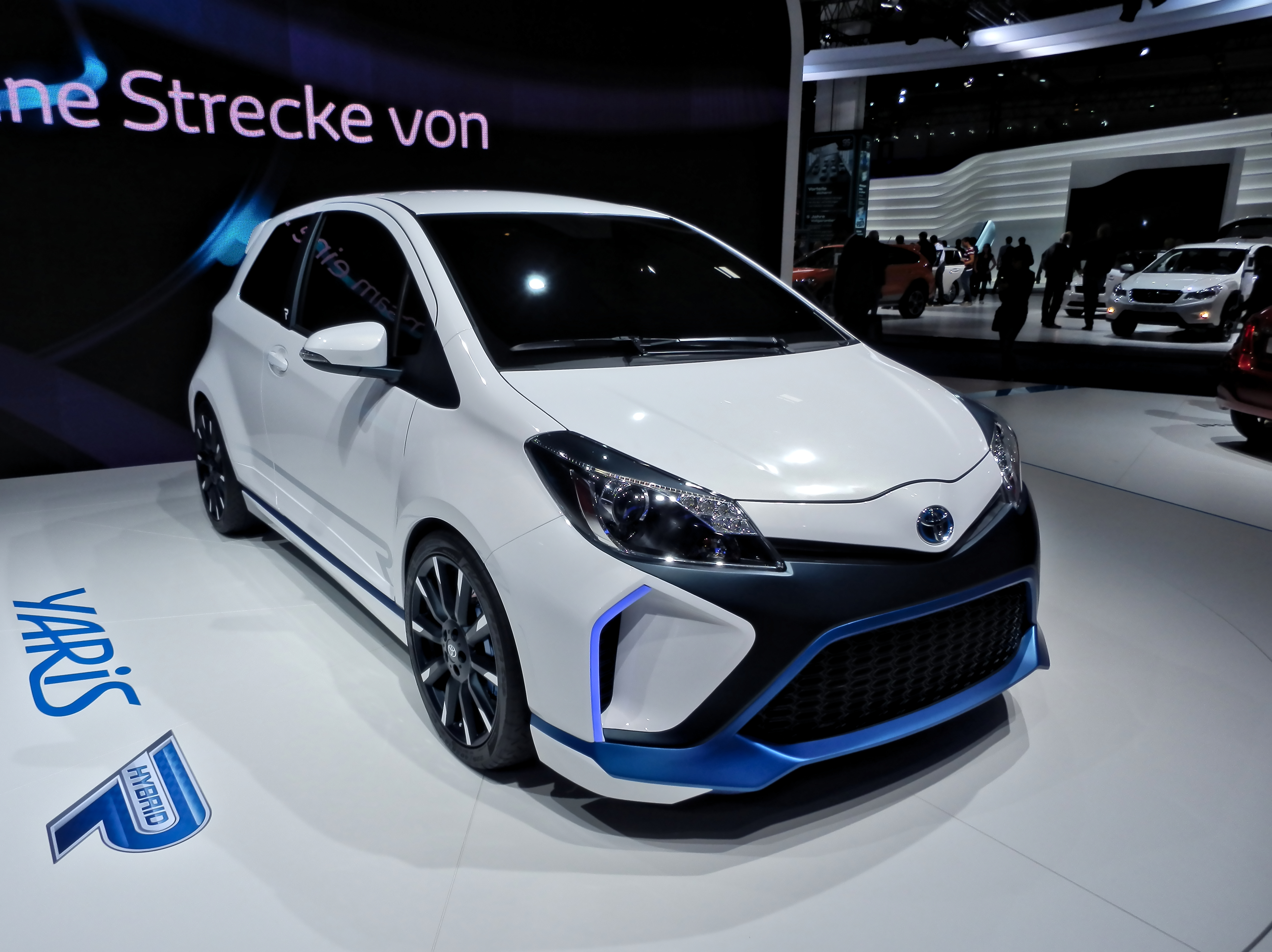
Toyota Yaris Hybrid-R auf der IAA 2013
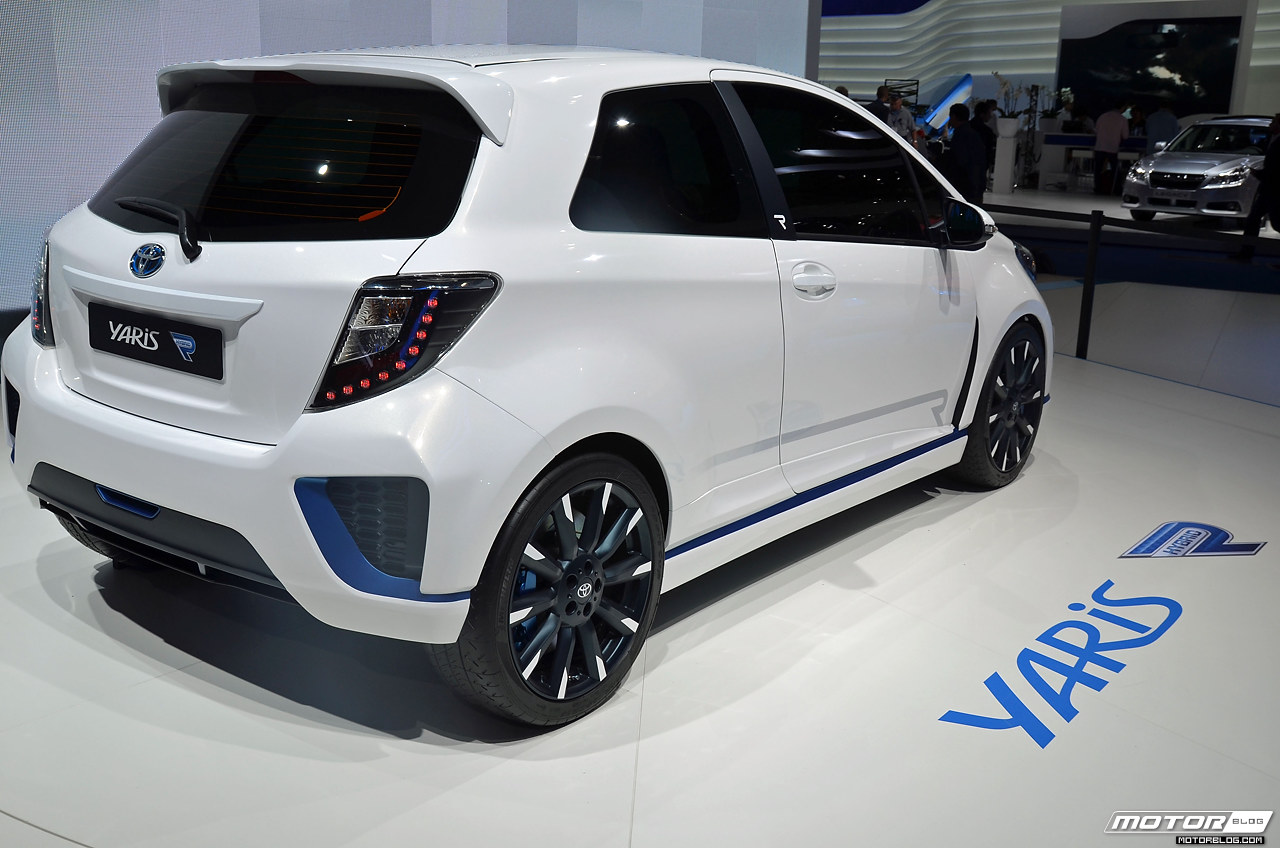
Heckansicht
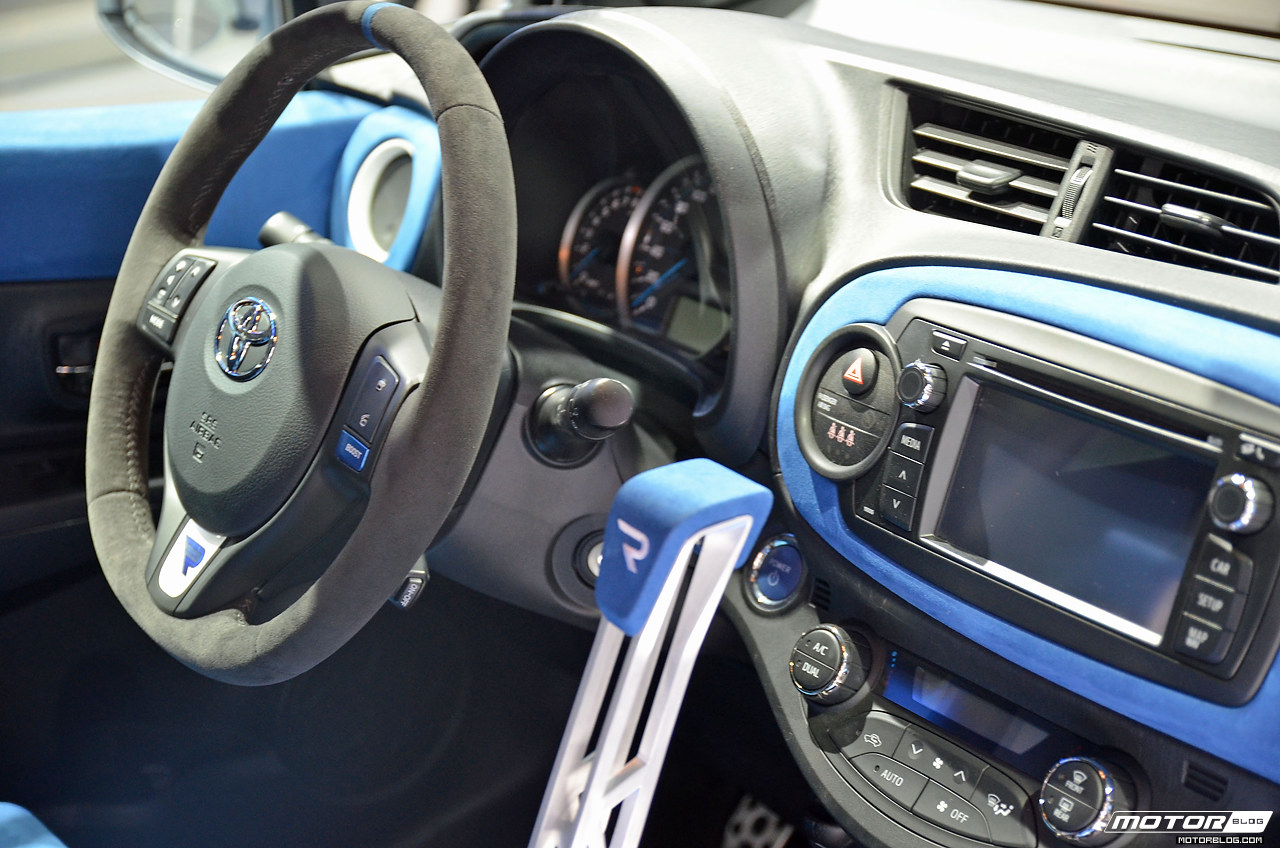
Innenraum

## Zulassungszahlen in Deutschland
Siehe Übersichtsartikel zum Fahrzeugmodell.